# جون والتون (لاعب كرة قدم)
جون والتون (بالإنجليزية: John Walton)‏ (21 مارس 1928 - 17 يوليو 1979) هو لاعب كرة قدم بريطاني في مركز الهجوم. لعب مع مانشستر يونايتد ونادي بوري ونادي بيرنلي ونادي تشستر سيتي.

## وصلات خارجية
- جون والتون على موقع عالم كرة القدم.نت (الإنجليزية)